# Olbersov paradoks
Ólbersov paradóks, ki ga je leta 1826 opisal nemški astronom Heinrich Wilhelm Mathias Olbers, prej pa tudi Johannes Kepler leta 1610, ter Edmond Halley in Jean-Philippe Loys de Chéseaux v 19. stoletju, je paradoksalna izjava, da bi moralo biti nočno nebo neskončno »svetlo« (gostota sevanja bi bila neskončno velika) in ne črno, če so zvezde enakomerno porazdeljene po neskončnem Vesolju. Paradoks je znan tudi kot »paradoks temnega nočnega neba«.
Olbers še ni vedel, da se Vesolje širi, vendar je dobro zastavil rešitev. Svoj rezultat, da bi morala biti gostota sevanja neskončna, je dopolnil z razlago, da sevanje bolj oddaljenih zvezd prestrezajo zvezde, ki so bližje. Kot analogijo si lahko predstavljamo gozd. Če pogledamo v gozdu v eno smer, potem nam debla (odvisno od gostote gozda) prej ali slej zakrijejo debla, ki so za njimi. Torej tista debla, ki so za to mejo, ne vidimo. Po tej logiki izračun za neskončno veliko Vesolje da rezultat, ki je enak povprečni gostoti sevanja zvezd. Gostota bi bila takšna, da bi videli nebo, kot, da bi bili na površini zvezde, ki ima efektivno površinsko temperaturo 6000 kelvinov.
Nadalje je pomemben zakon o prenosu energije iz toplješih na hladnješa telesa. V neskončno velikem Vesolju, bi se prostor nazadnje toliko segrel, kolikor so v povprečju tople zvezde. Po tem dogodku, pa bi se pretok energije ustavil. Izračunano je, da bi se to zgodilo v 1023 letih. Sklepamo, da Vesolje ni toliko staro, ker nimamo tako svetlega neba. V razširjajočem se Vesolju, pa se gostota sevanja spreminja, ker masa sevajočih teles ostaja približno konstantna (zaenkrat domnevamo, da masa v Vesolju ne nastaja iz »nič«), Vesolje pa se širi. Prostor med posameznimi fotoni se širi, kar zmanjšuje gostoto sevanja, kar zmanjšuje svetlost Vesolja. Le to pa je poglavitni razlog za temnost neba. Po izmerjeni vrednosti gostote sevanja, ki je enaka 10-15 J/m3, sklepamo, da je Vesolje staro okoli 15 milijard let. Starost Vesolja je torej obratnosorazmerna gostoti sevanja.
V novejšem času (članek je izšel leta 1987) je to razlago nadgradil še kanadski astronom Wesson, ki ni verjel teoretičnim razlagam, da je za stanje odgovorno le širjenje Vesolja. On trdi, da je ključna predvsem življenjska doba zvezd. Bistvo je v tem, da več kot imamo v Vesolju svetleče snovi, večja je gostota sevanja. Če bi zvezde recimo živele 15 milijard let, namesto običajnega povprečja, ki je med nekaj 100 milijoni in 10 milijardami let, bi bilo v Vesolju več svetleče snovi in nebo bi bilo svetlejše. Tako pa je gostota sevanja že omenjenih 10-15 J/m3.
Če ne bi vedeli, da je gostota zvezd znoraj naše Galaksije nehomogena, bi spregledali še eno banalno pojasnilo za paradoks. Nahajamo se na robu galaksije. Če bi bili bližje jedru, bi bilo nebo svetlejše, saj je gostota zvezd večja.

## Druge razlage
Razlago, ki ne temelji na teoriji prapoka, je podal leta 1974 Mandelbrot. Predpostavil je, da če bi bile zvezde v Vesolju porazdeljene fraktalno (kot je npr. Cantorjev prah), za pojasnitev Olbersovega paradoksa ne bi bilo treba upoštevati teorijo prapoka. Njegov model ne bi izključeval prapoka, vendar bi dovoljeval temno nebo, četudi se prapok ne bi zgodil. To je le prikaz posledic teorije fraktalov, kot pa resna rešitev paradoksa. Med drugim teorijo prapoka bolj sprejemajo za razrešitev paradoksa. V skladnosti kozmološkega načela in časovne zgodovine Vesolja astronomi v splošnem niso našli nobenega dokaza za podporo fraktalne porazdelitve zvezd na največjih razmerah dolžin.
Zamisel hierarhične kozmologije, ki bi jo sedaj imenovali fraktalna kozmologija, ni Mandelbrotova iznajdba. Predlagal jo je že leta 1908 švedski astronom Charlier. Charlier se je ukvarjal s statistično porazdelitvijo zvezd v naši Galaksiji ter z njihovimi legami in gibanji. Na podlagi svojih opazovanj je hotel izdelati model Galaksije. Za svoje delo je leta 1933 prejel Medaljo Bruceove.
Matematično je prejeta svetloba z zvezd kot funkcija razdalje v domnevnem fraktalnem vesolju podana z integralsko funkcijo:
{\displaystyle {\hbox{S}}=\int _{r_{0}}^{\infty }L(r)N(r)\,dr\!\,,}
kjer je {\displaystyle r_{0}} - najmanjša razdalja od izvira svetlobnega vira ≠ 0, {\displaystyle r} - parameter razdalje, {\displaystyle L(r)} - povprečni izsev na zvezdo na razdalji {\displaystyle r} in {\displaystyle N(r)} - število zvezd na razdalji {\displaystyle r}.
Funkcija izseva na dani razdalji {\displaystyle L(r)N(r)} določa ali je količina prejete svetlobe končna ali neskončna. Za poljuben izsev z dane razdalje {\displaystyle L(r)N(r)}, sorazmeren z {\displaystyle r^{a}}, je S neskončna za {\displaystyle a\geq -1} in končna za {\displaystyle a<-1}. Če je {\displaystyle L(r)} sorazmeren z {\displaystyle r^{-2}}, mora biti za kočno S {\displaystyle N(r)} sorazmerno {\displaystyle r^{b}}, kjer je {\displaystyle b<1}.
Za {\displaystyle b=1} je število zvezd na dani razdalji sorazmerno tej razdalji. Z integracijo prek r izhaja da je za {\displaystyle b=1} celotno število zvezd sorazmerno z {\displaystyle r^{2}}. To narekuje da je S končna, če je zadovoljeno najmanjšemu številu {\displaystyle N(r)\propto r^{2}}, in končna, če ne.
Naša Galaksija ni nujno območje iz katerega lahko potegnemo razdaljo na največjih razmerah, saj nikakor ni središče Vesolja, kot tudi ni področje največje barionske gostote mase.